# Hypochrysops delicia
Hypochrysops delicia är en fjärilsart som beskrevs av William Chapman Hewitson 1875. Hypochrysops delicia ingår i släktet Hypochrysops och familjen juvelvingar. Inga underarter finns listade i Catalogue of Life.

## Bildgalleri

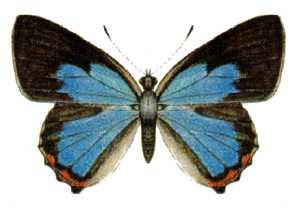